# Sitio de Larisa (977-983)
El sitio de Larisa (977-983) (en búlgaro: Обсада на Лариса), fue la primera tarea estratégica búlgara al comienzo de la administración de los Cometopulos. Comenzó en 977. El dominio del bastión estratégico tenía como objetivo proporcionar una retaguardia segura para y durante las campañas en el Thema bizantino de Hélade, por un lado, y por el otro, servir como base de alimentos para la cosecha de la rica llanura de Tesalia. A través de la fortaleza de Larisa, se ejerció un control simultáneo sobre el movimiento de tropas desde Macedonia a través del valle de Tempe y Sarantaporo, hasta Tesalia y Hélade.
Existe una disputa sobre la cronología de los hechos. Según la interpretación más aceptada, Larissa fue capturada dos veces por el Primer Reino Búlgaro: en 979 y en 983, después de dos asedios de tres años. Según la otra versión alternativa, el sitio de Larissa duró cinco años antes de que se rindiera a los búlgaros.
Un movimiento propagandístico muy importante de la toma de Larisa fue el traslado de las reliquias de Aquilo de Larisa de Larisa a Prespa en la isla de san Aquilo, aunque posteriormente los bizantinos las devolvieron.
La captura de Larisa enfureció al joven emperador Basilio II, como resultado de lo cual se embarcó en una campaña desacertada para conquistar el bastión búlgaro central de Sredets, campaña que terminó desastrosamente con la batalla de la Puerta de Trajano.